# العلاقات التوفالية الكيريباتية
العلاقات التوفالية الكيريباتية هي العلاقات الثنائية التي تجمع بين توفالو وكيريباتي.

## مقارنة بين البلدين
هذه مقارنة عامة ومرجعية للدولتين:
| وجه المقارنة                                              | توفالو                         | كيريباتي                        |
| --------------------------------------------------------- | ------------------------------ | ------------------------------- |
| المساحة (كم2)                                             | 26                             | 811                             |
| عدد السكان (نسمة)                                         | 11.19 ألف                      | 116.40 ألف                      |
| الكثافة السكانية (ن./كم²)                                 | 43.04 ألف                      | 14.35 ألف                       |
| العاصمة                                                   | فونافوتي                       | جنوب تاراوا                     |
| اللغة الرسمية                                             | اللغة التوفالوية، لغة إنجليزية | لغة إنجليزية، اللغة الكيريباتية |
| العملة                                                    | دولار توفالو                   | دولار كريباتي، دولار أسترالي    |
| الناتج المحلي الإجمالي (بليون دولار)                      | 39.73 مليون                    | 196.15 مليون                    |
| الناتج المحلي الإجمالي (تعادل القوة الشرائية) بليون دولار | 38.93 مليون                    | 224.26 مليون                    |
| الناتج المحلي الإجمالي الاسمي للفرد دولار أمريكي          | 3.29 ألف                       | 1.42 ألف                        |
| الناتج المحلي الإجمالي للفرد دولار أمريكي                 | 3.77 ألف                       | 1.81 ألف                        |
| مؤشر التنمية البشرية                                      |                                | 0.590                           |
| رمز المكالمات الدولي                                      | +688                           | +686                            |
| رمز الإنترنت                                              | .tv                            | .ki                             |
| المنطقة الزمنية                                           | ت ع م+12:00                    |                                 |

## منظمات دولية مشتركة
يشترك البلدان في عضوية مجموعة من المنظمات الدولية، منها:
| علم المنظمة | اسم المنظمة                                 | تاريخ انضمام توفالو | تاريخ انضمام كيريباتي |
| ----------- | ------------------------------------------- | ------------------- | --------------------- |
|             | مجموعة دول أفريقيا والكاريبي والمحيط الهادئ | ?                   | ?                     |
|             | منظمة حظر الأسلحة الكيميائية                | ?                   | ?                     |
|             | تحالف الدول الجزرية الصغيرة                 | ?                   | ?                     |
|             | الأمم المتحدة                               | 5 سبتمبر 2000       | 14 سبتمبر 1999        |
|             | دول الكومنولث                               | ?                   | ?                     |
|             | يونسكو                                      | 21 أكتوبر 1991      | 24 أكتوبر 1989        |
|             | مؤسسة التنمية الدولية                       | 24 يونيو 2010       | 2 أكتوبر 1986         |
|             | بنك التنمية الآسيوي                         | 1993                | 1974                  |
|             | البنك الدولي للإنشاء والتعمير               | 24 يونيو 2010       | 29 سبتمبر 1986        |
|             | الاتحاد البريدي العالمي                     | ?                   | ?                     |
|             | الاتحاد الدولي للاتصالات                    | 15 أغسطس 1996       | 3 نوفمبر 1986         |